# Welttag der Philosophie
Der Welttag der Philosophie (englisch World Philosophy Day, französisch Journée mondiale de la philosophie) wird weltweit am dritten Donnerstag im November begangen. Er soll die Aufmerksamkeit der Öffentlichkeit auf die Philosophie und philosophische Fragen lenken.

## Geschichte
Die UNESCO-Generalkonferenz 2005 erklärte in der Resolution 33C/Res. 37, dass der weltweit begangene Aktionstag „der Philosophie zu größerer Anerkennung verhelfen und ihr und der philosophischen Lehre Auftrieb verleihen“ soll. Alle Mitgliedstaaten der Vereinten Nationen werden in dieser Resolution aufgefordert, den Tag in Schulen, Hochschulen, Institutionen, Städten oder philosophischen Vereinen aktiv zu gestalten. So sind 2009 mehr als 100 Länder diesem Aufruf gefolgt.
Auch in Deutschland, Österreich und der Schweiz finden seit 2007 jedes Jahr zahlreiche Veranstaltungen statt. Zur Teilnahme laden die Deutsche UNESCO-Kommission, die Deutsche Gesellschaft für Philosophie und der Deutsche Volkshochschul-Verband ein.

## Ziele
Der Welttag der Philosophie lenkt die Aufmerksamkeit der Öffentlichkeit auf philosophische Fragen und auf die Philosophie als Disziplin. Der Welttag ist eine Gelegenheit für Fachkonferenzen und fachübergreifende Lehrgänge. Er ist eine Gelegenheit, um das philosophische Gespräch mit Studenten, Laien, Kindern und Jugendlichen zu suchen. Der Welttag zeigt, dass die Philosophie eine notwendige Ergänzung zum Fakten- und Methodenlernen und somit entscheidende Grundlage für alle anderen Disziplinen ist. Selbst die besten empirischen Ergebnisse lassen sich nicht einordnen ohne die Fähigkeit, die richtigen Fragen zu stellen.